# Cas exessiu
El cas exessiu és un cas gramatical poc habitual que apareix en alguns dialectes de les llengües llengües fineses i que expressa la sortida d'un estat temporal, més o menys equivalent al català tot deixant de ser... o havent estat....
Aquest cas completaria la sèrie "entrar en un estat / estar en un estat / deixar d'estar en un estat" dels casos translatiu, essiu i exessiu, que així seria paral·lela amb les sèries de casos locatius del finès estàndard:
- il·latiu / inessiu / elatiu: entrar en un lloc / ser en un lloc / sortir d'un lloc.
- al·latiu / adessiu / ablatiu: anar cap a un lloc / ser al voltant o sobre un lloc / marxar d'un lloc.

En el dialecte de Savònia del finès, aquest cas es marca amb l'addició del sufix "-nta/-ntä" a l'arrel del nom. Exemples: lapsi "nen" → lapsenta "fent-se gran, deixant de ser un nen"; tärähtäneentä "desembogint, deixant d'estar boig"; takanta "des de darrere"